# 4. siječnja
4. siječnja (4. 1.) 4. je dan godine po gregorijanskom kalendaru.
Do kraja godine ima još 361 dan (362 u prijestupnoj godini).

## Događaji
- 1698. – Whitehallska palača, tadašnja rezidencija engleskih vladara, uništena je u požaru.
- 1887. – Thomas Stevens postao prvi čovjek koji je biciklom obišao svijet.
- 1896. – Utah postala savezna država SAD-a
- 1936. – Billboard magazin publicirao prvu top listu pop glazbe.
- 1948. – Mianmar proglasio neovisnost od Ujedinjenog Kraljevstva.
- 1951. – Korejski rat: Kina i Sjeverna Koreja okupirale Seoul.
- 1953. – U Parizu je praizvedena drama Samuela Becketta "U očekivanju Godota" u kojoj je vidljiv utjecaj kazališta apsurda.
- 1957. – Lansiran Sputnjik 1, prvi Zemljin umjetni satelit
- 1972. – Rose Heilbron postala prva žena sutkinja u Velikoj Britaniji.
- 1981. – Broadwayska predstava "Frankenstein" ostvarila gubitak od 2 milijuna $. Njeno prikazivanje započelo je i završilo iste večeri.
- 2004. – Uspješno slijetanje NASA-inog rovera, "Spirit", na površinu Marsa.
- 2007. – Nancy Pelosi izabrana za predsjednicu zastupničkog doma Sjedinjenih Država, kao prva žena na tom mjestu (mandat joj je trajao do 2011. godine, ali je 2019. reizabrana)
- 2010. – Svečano otvoren Burj Khalifa, najviši neboder u svijetu

| - 1077. – Zhezong, kineski car († 1100.) - 1334. – Amadeo VI., savojski grof († 1383.) - 1604. – Jakob Balde, njemački isusovac i novolatinski pjesnik († 1668.) - 1643. – Isaac Newton, engleski fizičar, matematičar i astronom († 1727.) - 1710. – Giovanni Battista Pergolesi, talijanski skladatelj († 1736.) - 1757. – Tituš Brezovački, hrvatski katolički svećenik, književnik i komediograf († 1805.) - 1785. – Jacob Grimm, njemački književnik († 1863.) - 1809. – Louis Braille, francuski tvorac pisma za slijepe († 1852.) - 1813. – Louis Lucien Bonaparte, francuski jezikoslovac i filolog († 1891.) - 1833. – Gašpar Glavanić, hrvatski pisac i svećenik iz Gradišća († 1872.) - 1903. – Jaroslav Šidak, hrvatski povjesničar († 1986.) - 1932. – Fabijan Šovagović, hrvatski kazališni i filmski glumac († 2001.) - 1934. – Josip Silić, hrvatski jezikoslovac, kroatist i teoretičar jezika († 2019.) - 1939. – Oliver Clark, glumac - 1956. – Ann Magnuson, glumica - 1956. – Bernard Albrecht, glazbenik (Joy Division) - 1958. – Matt Frewer, glumac - 1963. – Till Lindemann, njemački glazbenik - 1965. – Julia Ormond, glumica - 1981. – Andro Bušlje, hrvatski vaterpolist - 1982. – Damir Habijan, hrvatski političar - 1982. – Tomislav Mikulić, hrvatski nogometaš - 1986. – Matko Knešaurek, hrvatski glumac - 2004. – Victor Wembanyama, francuski košarkaš | - 1786. – Moses Mendelssohn, njemački filozof (* 1729.) - 1806. – Baltazar Mirko Kocijančić, hrvatski (kajkavski) prevoditelj (* 1739.) - 1821. – Elizabeth Ann Seton, prva američka svetica (* 1744.) - 1825. – Ferdinand I., kralj Sicilije (* 1751.) - 1877. – Cornelius Vanderbilt, američki industrijalac (* 1794.) - 1919. – Georg von Hertling, bavarski političar (* 1843.) - 1920. – Benito Pérez Galdós, španjolski književnik (* 1843.) - 1941. – Henri Bergson, francuski filozof (* 1859.) - 1960. – Albert Camus, francuski pisac i filozof (* 1913.) - 1961. – Erwin Schrödinger, austrijski fizičar (* 1887.) - 1965. – Thomas Stearns Eliot, britanski pisac (* 1888.) - 1967. – Donald Campbell, britanski automobilist (* 1921.) - 1985. – Lovro von Matačić, hrvatski dirigent i skladatelj (* 1899.) - 1986. – Christopher Isherwood, engleski književnik (* 1904.) - 1989. – Franka Bačić, hrvatska glumica (* 1914.) - 1991. – Zvonko Lepetić, hrvatski glumac (* 1928.) - 2009. – Ivan Gubijan, hrvatski atletičar (* 1923.) - 2013. – Zoran Žižić, crnogorski političar (* 1951.) - 2020. – Zdravko Tomac, hrvatski političar i pisac (* 1937.) - 2021. – Nojko Marinović, hrvatski general i dragovolja (* 1948.) - 2025. – Ana Gligić, srpska znanstvenica (* 1934.) |

## Blagdani i spomendani
- Dan neovisnosti u Mjanmaru.

## Imendani
- Anđela F. Dafroza
- Anđela Folinjska
- Dafroza
- Borislav
- Borislava
- Boris
- Emanuel